# Пензенское землемерное училище
Пензенское землемерное училище — учебное заведение в городе Пензе, готовившее кадры землемеров (межевых техников). Открыто 1 сентября 1875 года. Являлось вторым по счёту землемерным училищем,  открытым в России начиная с 1873 года после принятия решения о расформировании Школы межевых топографов.
С 1 июня 1889 года по 1913 год училище размещалось в арендованном здании по адресу ул. Лекарская (сейчас ул. Володарского), дом 6.
Вначале училище было двухклассным, в 1881 году стало трехклассным, в 1909 году преобразовано в четырехклассное. В училище принимались мальчики с 14 лет, имеющие начальную подготовку двух классов сельских, городских или уездных училищ. В основном это были дети крестьян или мещан.
Основным предметом в учебном плане являлась математика, которая изучалась углубленно. В 1880-е годы для обязательного обучения был введен русский язык, а в 1910 году список обязательных предметов дополнила история. Кроме того, преподавали рисование и черчение. Ежегодно с мая по август в Пензе и уездах учащиеся землемерного училища проходили летнюю практику. В год училище выпускало до 30 межевщиков.
В училище преподавали известные пензенские педагоги: А. В. Касторский (пение), И. И. Спрыгин (почвоведение), О. М. Кайзер (рисование).
В землемерном училище учился, а затем работал известный геодезист В. В. Попов.
В 1908 году при училище открылись первые Землемерные курсы, которые готовили работников в Землеустроительные комиссии.

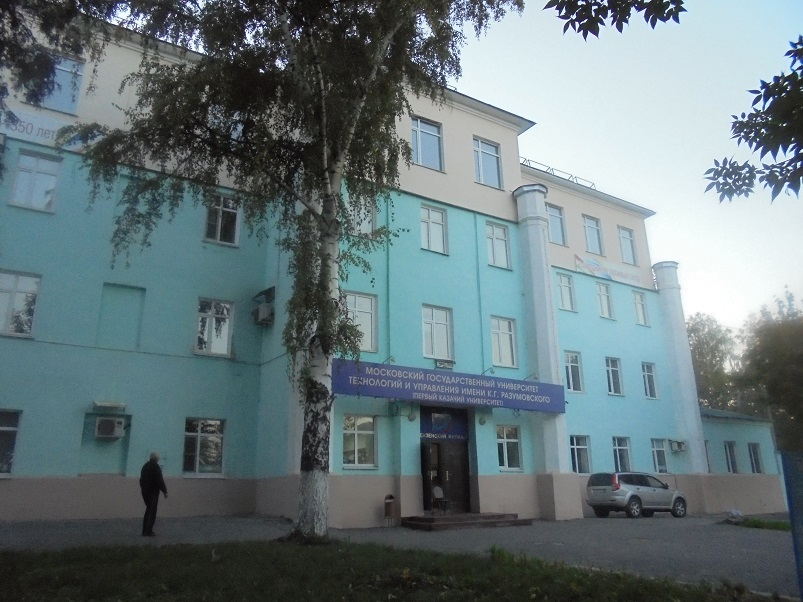
В этом здании с 1889 по 1913 год располагалось Пензенское землемерное училище, ныне Пензенский казачий институт технологий

В 1920 году училище было преобразовано в Пензенский землемерно-инженерный техникум, а в 1921 году — в Пензенский землеустроительный институт. В 1923 году институту возвращён статус техникума, названного Пензенским землеустроительным техникумом.
10 октября 2012 по приказу № 805 Министерства образования и науки Российской Федерации в историческом здании по адресу ул. Володарского, дом 6 стал располагаться Пензенский филиал Федерального государственного бюджетного образовательное учреждения высшего образования «Московский государственный университет технологий и управления имени К.Г. Разумовского (Первый казачий университет)», получивший название Пензенский казачий институт технологий (ПКИТ).

## Известные выпускники
- Болдырев, Василий Георгиевич (1875—1933) — русский военный и государственный деятель, генерал-лейтенант.
- Лосьев, Михаил Петрович (1864—1919) — русский военный деятель, генерал-майор.
- Лосьев, Павел Петрович (1866—1952) — русский военный деятель, генерал-майор.
- Панафутин, Андрей Иванович (род. 1859) — русский военный деятель, генерал-майор.
- Страхов, Георгий Гаврилович (1874—1938) — русский военный деятель, полковник, начальник Военно-топографической школы РККА.